# Борисов, Василий Мефодиевич
Василий Мефодиевич Борисов (1924—1943) — подпольщик Великой Отечественной войны, участник антифашистской организации «Молодая Гвардия» и Новоград-Волынского подполья.

## Биография
Василий Борисов родился в январе 1924 года на хуторе Малая Каменка Каменского района Ростовской области в семье крестьянина. Мать Василия — Анастасия Антоновна.
Во время Великой Отечественной войны Василий Борисов не был призван на фронт из-за возраста, но сразу после оккупации вступил в подпольную ячейку Краснодона. Вскоре был принят в  «Молодую гвардию», руководимую Олегом Кошевым.  Принимал активное участие в деятельности организации, включая боевые операции.
После начала массовых арестов участников «Молодой гвардии» в январе 1943 года скрывался вместе с матерью у брата Ивана, члена Новоград-Волынской подпольной организации. Принимал участие в деятельности местного подполья.
В конце августа 1943 года был арестован вместе с членами семьи.
6 ноября 1943 года Ивана и Василия расстреляли, погибла от рук палачей и мать Анастасия Антоновна.

## Награды
Награждён не был.